# Deputati alla Provvigione del Denaro
I Deputati alla Provvigione del Denaro, conosciuti anche - in veneziano - come Deputati alla Provvision del Denaro Pubblico, erano dei magistrati della Repubblica di Venezia aventi l'incarico di amministrare la finanza pubblica. Creati nel 1658 durante la Guerra di Candia, acquisirono nel corso del Settecento un'importanza sempre maggiore, divenendo verso la fine della Repubblica l'organo statale più autorevole in materia finanziaria.

## Storia della magistratura
A causa della sua durata e dell'abitudine dei veneziani a reclutare mercenari stranieri, la Guerra di Candia (1645 - 1669) mise l'erario veneziano in seria difficoltà, tant'è che si decise di ammettere nel Patriziato numerose famiglie che pagarono ognuna 100.000 ducati d'oro. 
In concomitanza, si riformò anche l'assetto istituzionale atto alla razionalizzazione della gestione delle finanze pubbliche. La prima magistratura creata fu quella dei Cinque Savi sulla Provvision del Denaro nel 1646, seguiti poi dai Deputati per la Provvision del Denaro per le Occorrenze di Guerra (1658), entrambe cariche coadiuvate da Aggiunti. Vennero resi magistratura stabile nel 1685, divenendo nel corso del tempo il punto di riferimento per la gestione di ogni attività riguardasse l'erario.

## Funzioni
Esercitavano funzioni di amministrazione diretta, redigevano i bilanci dello Stato, compilavano i censimenti atti alla riorganizzazione del sistema tributario e, tra il 1753 e il 1757, intentarono la riduzione del debito pubblico. A tal proposito, una stima fatta dal patrizio Andrea Tron, il quale ricoprì questo incarico tra il 1758 e il 1759, stabilì che il debito pubblico complessivo dello Stato veneziano in quegli anni era pari a oltre 80 milioni di ducati d'oro, circa 14 miliardi di euro odierni in valore d'oro, una cifra corrispondente a quasi l'intero PIL dello Stato veneziano, e che si attestava a circa il 25% del valore di tutti gli immobili ivi presenti.
Tuttavia, a seguito di un'austerità imposta dal governo veneziano tramite manovre severe nel 1767, agli effetti dovuti alla secolarizzazione dei beni ecclesiastici degli anni '60-'80 e ad altre misure di carattere fiscale, i bilanci dello Stato furono in lento ma costante aumento nel corso della seconda metà del Settecento. I bilanci, disponibili solo fino al 1783, informano inoltre sulla crescita costante dei dazi e entrate cospicue derivanti da appalti pubblici, l'entrata più consistente. Problemi, tuttavia, vi furono in merito alla riscossione delle tasse e il fenomeno della loro inesigibilità fu una costante a partire dal 1760. 
La magistratura dei Deputati alla Provvision del Denaro rimase in attività fino alla caduta della Repubblica di Venezia nel 1797.

### Esplicative
1. ↑  Pari a circa 18 milioni di euro odierni in valore d'oro

### Fonti
- Zannini, Andrea. La finanza pubblica: bilanci, fisco, moneta e debito pubblico, in Storia di Venezia, 1998.
- Giuseppe Gullino, TRON, Andrea, in Dizionario biografico degli italiani, vol. 97, Roma, Istituto dell'Enciclopedia Italiana, 2020. URL consultato il 13 agosto 2022.

1. 1 2  Zannini, 1998.
2. ↑  Contarini, Alvise nell'Enciclopedia Treccani URL consultato il 14/08/2022
3. ↑  http://dati.san.beniculturali.it/SAN/produttore_GGASI_san.cat.sogP.18555. URL consultato il 14/08/2022
4. 1 2 3 4 5  Ibidem
5. ↑  Giuseppe Gullino.